# Castianeira vittatula
Castianeira vittatula is een spinnensoort uit de familie van de loopspinnen (Corinnidae).
De wetenschappelijke naam van de soort werd in 1951 gepubliceerd door Carl Friedrich Roewer.